# Miloslav Zatřepálek

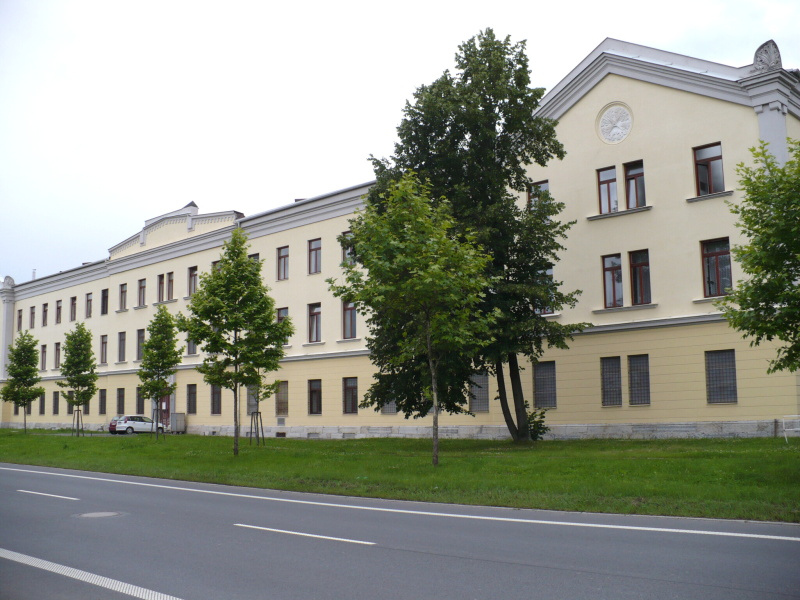
Západní budova Vojenské akademie v Hranicích

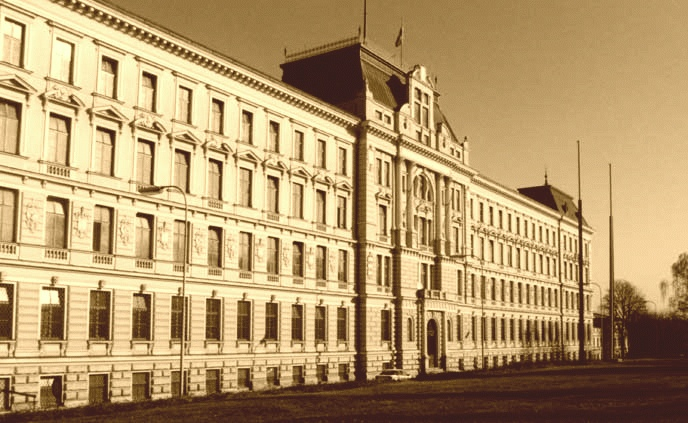
Budova Vysoké školy válečné v Praze

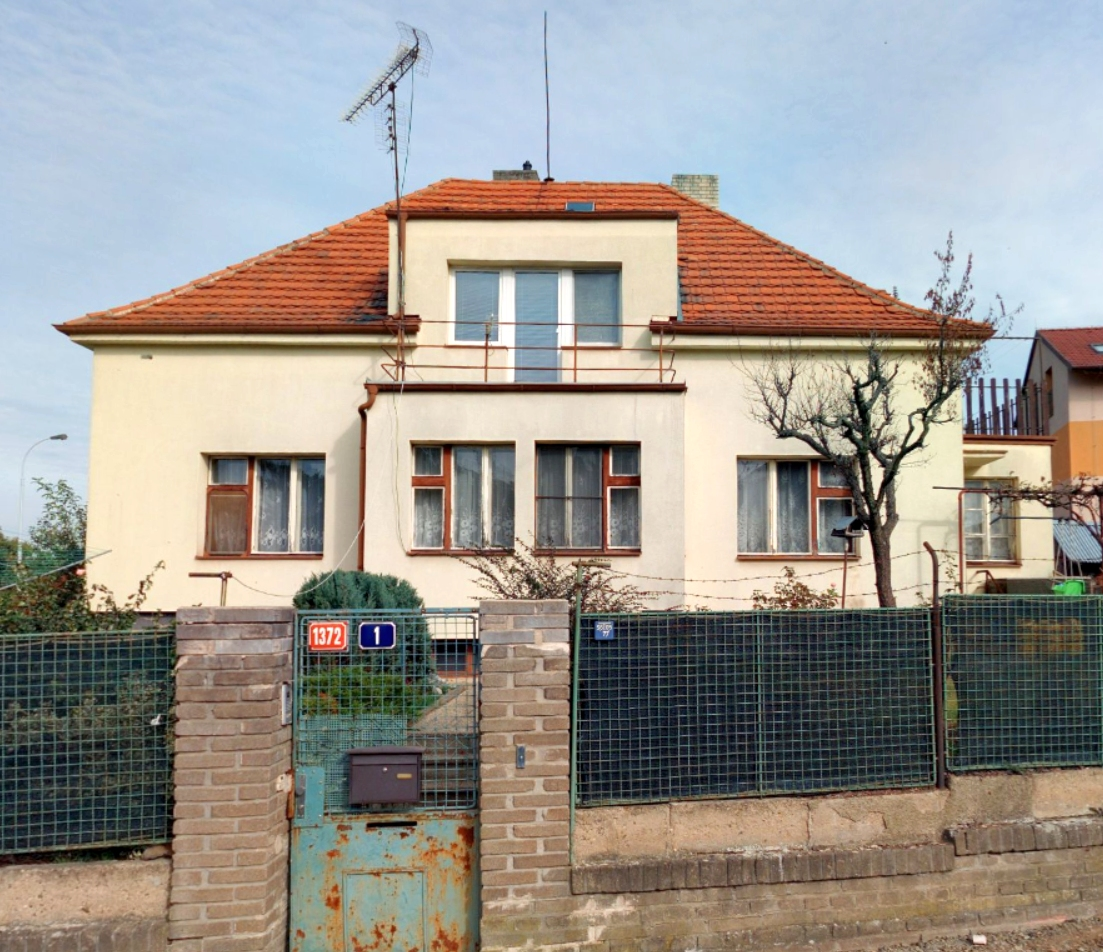
Dům na adrese: Revoluce 1372/1, 143 00 Praha 12 - Modřany, kde za protektorátu bydlel Ljubomír Seykora a odkud několikrát vysílala Zatřepálkova ilegální radiová stanice KEY

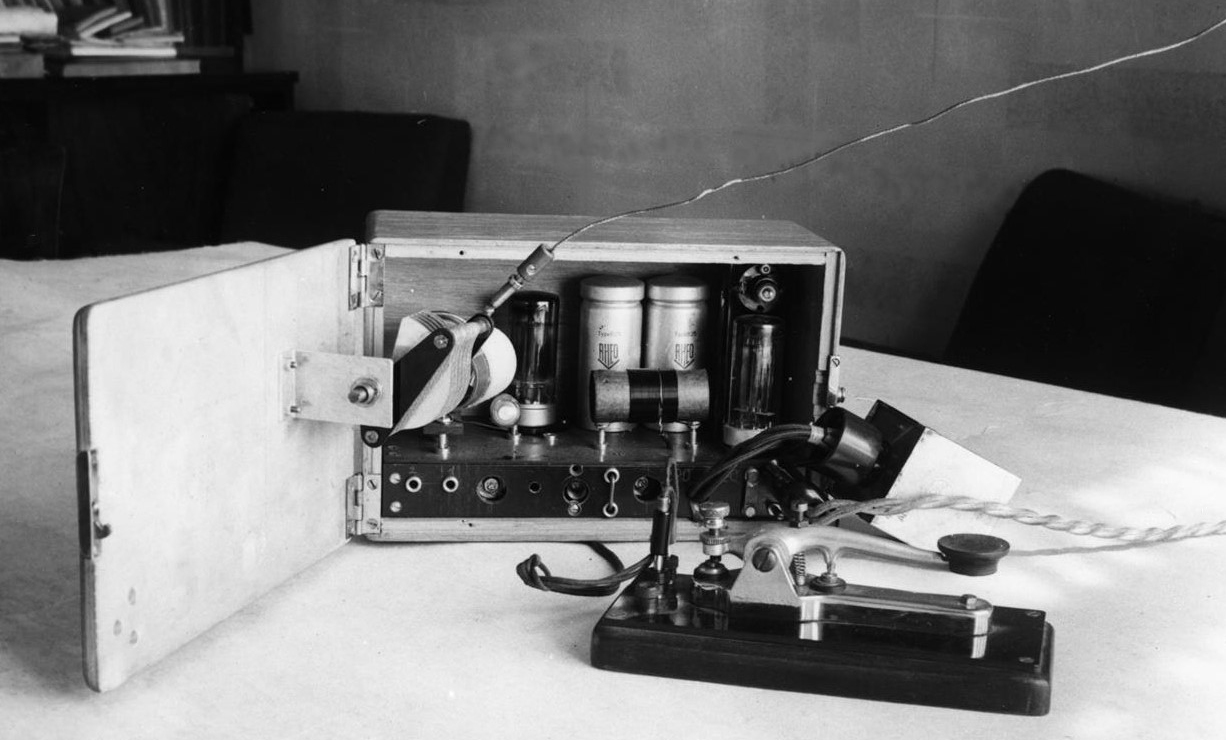
Amatérská vysílačka modřanské ilegální organizace pro spojení s Londýnem

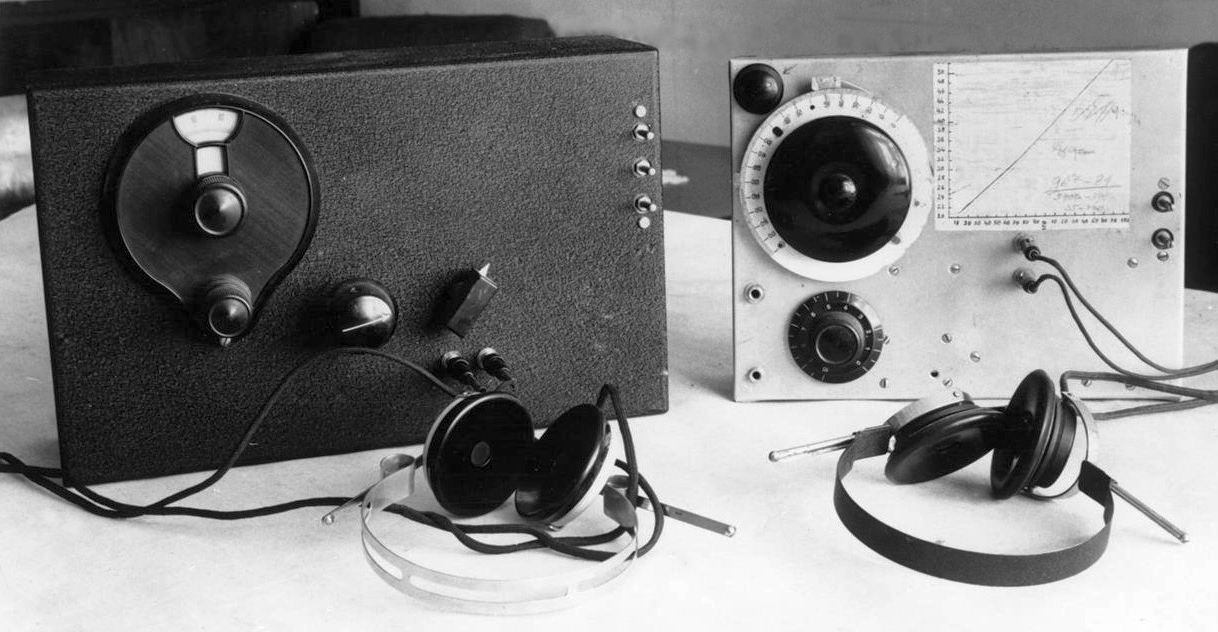
Amatérský krátkovlnný přijímač modřanské ilegální organizace pro příjem londýnského rozhlasu

Miloslav Zatřepálek (7. února 1908 Chotěboř – 19. listopadu 1956 Praha) byl zpravodajský důstojník prvorepublikové československé armády, který se za Protektorátu Čechy a Morava zapojil do domácího odboje v rámci ilegální vojenské organizace Obrana národa. Protiněmecké aktivity vykonával od září roku 1939 do března 1945, prožil 1 335 dní v ilegalitě, mnohokrát unikl před nástrahami gestapa, které jej nakonec zatklo těsně před koncem druhé světové války. Dožil se se ctí osvobození Československa, ale po únoru 1948 byl předčasně penzionován, s hodností plukovníka generálního štábu musel z československé armády odejít a za nejasných okolností byl v roce 1956 nalezen v Praze mrtev s průstřelem srdce.

## Život

### Mládí, studia, do druhé světové války
Miloslav Zatřepálek se narodil 7. února 1908 v Chotěboři na Českomoravské vrchovině. Po skončení středoškolského studia se rozhodl pro kariéru důstojníka československé armády a nastoupil na Vojenskou akademii v Hranicích na Moravě. Po jejím absolvování (v roce 1928 s výborným prospěchem) byl zařazen k dělostřelectvu a sloužil (jako poručík dělostřelectva) v několika posádkách. Během plukovního cvičení v červnu 1930 zachytil Zatřepálka projíždějící motocykl a těžce jej zranil. Na Vysokou školu válečnou v Praze byl přijat v roce 1935 a studium zde ukončil (s výtečným prospěchem) po třech letech (v roce 1938). S hodností kapitána generálního štábu byl jako zpravodajský důstojník vyššího štábu převelen na Slovensko.

### V domácím odboji za protektorátu

#### Deaktivace
Po obsazení Čech a Moravy hitlerovským Německem a po nastolení protektorátu byla rozpuštěna prvorepubliková armáda a její důstojníci byli deaktivováni. Protektorátní režim je pak zařadil na různé pozice ve státní správě. Miloslav Zatřepálek byl takto zařazen v rámci civilní zprávy na úřednickou funkci na ministerstvu veřejných prací a převeden na zemský úřad do Brna.

#### Zapojení do odboje
V této době se (jako většina bývalých profesionálních vojáků, kteří po 15. březnu 1939 neodešli za hranice) zapojil do ilegální práce ve vojenské odbojové organizaci Obrana národa (ON), kde vykonával zpravodajskou činnost. Získával strategické informace a z dalších zdrojů odboji dodávané zprávy (po jejich ověření) postupoval k odesílání do zahraničí. Od září 1939 operoval jako zpravodajec v Praze. Myšlenku na opuštění protektorátu v roce 1940 a začlenění se do bojů v zahraničí Zatřepálkovi jeho nadřízení ilegálové z ON rozmluvili s tím, že tato cesta je primárně určena jen těm, kteří jsou přímo ohroženi zatčením gestapem. Během své zpravodajské ilegální činnosti později spolupracoval (mimo jiné) i s třemi králi – podplukovníkem Josefem Balabánem, podplukovníkem Josefem Mašínem a štábním kapitánem Václavem Morávkem. Na jaře roku 1941 zahájilo gestapo rozsáhlé zatýkání odbojářů. (Josef Balabán byl zatčen 22. dubna 1941 a Josef Mašín byl zatčen 13. května 1941 a gestapo posíleno předchozími úspěchy v boji se třemi králi stále hledalo unikajícího Václava Morávka.) V zatýkacích akcích gestapo pokračovalo i v létě 1941, kdy se jej poprvé pokusilo zatknout v jeho zaměstnání dne 24. července 1941, ale Zatřepálek zatčení unikl a přešel do ilegality, v níž pak následně strávil celkem 1 335 dní.

#### V ilegalitě
V Modřanech, kde se ukrýval od poloviny září 1941 do poloviny listopadu 1941, získal díky odbojové skupině Františka Kolmana falešné osobní doklady. Zatřepálek unikl i další vlně zatýkání, která byla spojena s likvidací zbytku zpravodajsko-diverzní skupiny Tří králů na jaře 1942. V pořadí již třetímu pokusu o zatčení (během druhé heydrichiády) unikl Zatřepálek také.

#### Výsadkáři
Sovětský zpravodajský výsadek s názvem „Operace Lukaševič III. – Suliga“ čítal dvojici sovětských zpravodajců, kteří byli vysazeni do protektorátu v noci z 18. na 19. února 1945 v průhonické oboře. Jejich úkolem bylo spojit se s domácím odbojem (na předem dohodnutých záchytných adresách), převzít (či posílit) existující nebo zbudovat novou zpravodajskou síť a cestou radiových depeší předávat informace o dění v Praze a okolí do zpravodajského oddělení štábu 1. ukrajinského frontu.
Velitel paravýsadku Ivan Prokofjevič Kurilovič (krycí jméno plukovník Stefan/Richard Suliga) získal ilegální ubytování u Josefa Olivy - jednoho z odbojářů – členů ilegálního národního výboru na Točné. S touto odbojovou buňkou úzce spolupracoval i modřanský ilegální národní výbor, v jehož čele stál stavitel František Kolman. Jedním ze členů tohoto nelegálního uskupení byl lokální odbojář Ljubomír Seykora. Modřanská odbojová skupina pak měla přes místního zkušeného rezidenta štábního kapitána Miloslava Zatřepálka napojení na pražskou Obranu národa.

#### „Milada“
Dne 20. února 1945 došlo k setkání Ljubomíra Seykory a velitele paravýsadku Ivana Prokofjeviče Kuriloviče (alias plukovníka Suligy) v Seykorově domě číslo popisné 1372 v Modřanech na Komořansku. Seykora poté informoval „o kontaktu“ patřičné odbojové struktury a 2. března 1945 se opět v jeho domě setkal Ivan Prokofjevič Kurilovič se štábním kapitánem Miloslavem Zatřepálkem a Františkem Kolmanem. Na tomto setkání došlo k vytvoření zpravodajské skupiny „Milada“. Ta byla tvořena ilegálním národním výborem Modřany a Zatřepálkovou skupinou Obrany národa.
„Milada“ se následně stala důležitým zdrojem zpravodajských informací, které putovaly přes Ljubomíra Seykoru na Točnou k „plukovníku Suligovi“ a odtud přes jeho radistu – československého nadporučíka Štefana Šahura (krycí jméno Ján Kolár) se dostávaly ke štábním zpravodajcům 1. ukrajinského frontu.

#### Modřanské vysílačky
V březnu 1944 začal štábní kapitán Miloslav Zatřepálek usilovat o získání ilegálních vysílaček pro spojení s Londýnem. V tomto úsilí jej podpořila i hlava modřanské odbojové skupiny František Kolman. Úkol získat vysílačky (dle Zatřepálkova zadání) vyřešil Kolmanův ilegální národní výbor v Modřanech tak, že přístroje nakonec sestavili radioamatéři Václav Hodek a Jaromír Šenk z Modřan a Zdeněk Kaván z Braníka. Pro tyto amatérské vysílačky ATA a BOB získal (kurýrem přes Švýcarsko) z Londýna Zatřepálek jak potřebný šifrovací klíč, tak i náležitá hesla.  Ilegální vysílačky byly ukryty u Františka Kolmana. Vysílalo se z různých míst, kam se přístroje dočasně stěhovaly (nejčastěji to ale bylo z domu Ljubomíra Seykory). Od listopadu 1944 do poloviny března 1945 se s těmito pojítky pokoušel Zatřepálek (pod volacím znakem KEY resp. KEJ) navázat spojení s Londýnskou exilovou vládou, respektive s Vojenskou radiovou ústřednou ve Woldinghamu u Londýna, ale úspěšný nebyl ani v jednom z 11 případů.

#### Zatčení
Dalším dvěma pokusům gestapa o jeho zatčení rovněž unikl. Dne 20. března 1945 (během poslední velké razie gestapa proti českému odboji) na ulici na Vinohradech, kde byl na konspirační schůzce, obstoupila Zatřepálka trojice mužů, oslovila jej pravým jménem a zatkla jej. Následoval zápas zatýkaného s gestapáky a jeho pokus o útěk, který byl zmařen postřelením do nohy. Projektil minul tepnu a uvízl v Zatřepálkově stydké kosti. Zatřepálkovo zatčení nebylo náhodné, přibližně od 6. března 1945 jej již gestapo sledovalo. Zatčení, výslechy a konfrontace pak německé vyšetřovatele dovedly i k modřanské ilegální skupině, kde se první zatčení odehrálo už 22. března 1945 (a další následovala).

### Pražské květnové povstání
Bití, zostřené výslechy, konfrontace v Petschkově paláci a věznění na Pankráci skončilo až 5. května 1945, kdy byl Zatřepálek v pankrácké věznici osvobozen. Po vypuknutí pražského květnového povstání se Zatřepálek přesunul na Vojenské velitelství Velké Prahy Bartoš (do Bartolomějské ulice) a zde se aktivně zapojil do probíhajícího povstání. V poledne 6. května 1945 odjel spolu s výsadkářem kapitánem Jaromírem Nechanským k Československé národní radě. Zde byl zadržen a obviněn ze spolupráce s gestapem. Po pěti dnech týrání a ponižování byl nakonec (dne 11. května 1945) bez omluvy Zatřepálek propuštěn na svobodu, protože se u něj žádná kolaborace s Němci neprokázala.

### Po druhé světové válce
Za odbojovou činnost v Protektorátu Čechy a Morava obdržel Zatřepálek řadu vyznamenání:
- Československý válečný kříž 1939 (vyznamenán v dubnu 1946);[1][6]
- Československá medaile Za chrabrost před nepřítelem;[1]
- Československá vojenská medaile Za zásluhy I. stupně.[1]

Po osvobození Československa nastoupil Zatřepálek zpět do armády a nějaký čas působil i v Londýně. Zde vykonával funkci zástupce československého vojenského a leteckého přidělence. V roce 1946 byl povýšen (s platností od roku 1938) na štábního kapitána dělostřelectva, od 1. září 1948 se stal plukovníkem generálního štábu.
Po únoru 1948 byl z této funkce odvolán zpět do vlasti a krátce působil v Brně. V roce 1951 byl předčasně penzionován a musel armádu opustit. V pondělí 19. listopadu 1956 byl v blízkosti Lichtenštejnského paláce v Praze nalezen mrtev s prostřeleným srdcem. Nejasný případ smrti plukovníka generálního štábu ve výslužbě Miloslava Zatřepálka byl nezvykle rychle policií uzavřen jako sebevražda.